# بروتيم (ميزوري)
بروتيم (بالإنجليزية: Protem)‏ هي إحدى المجتمعات الفردية (غير مصنفة) في ولاية ميزوري في الولايات المتحدة الأمريكية.